# Saison 2025-2026 des Cavaliers de Cleveland
La saison 2025-2026 des Cavaliers de Cleveland est la 56e saison de la franchise en NBA.

## Draft
| Tour | Choix | Joueur         | Poste | Nationalité | Provenance                    |
| ---- | ----- | -------------- | ----- | ----------- | ----------------------------- |
| 2    | 49    | Tyrese Proctor | PG    | Australie   | Blue Devils de Duke           |
| 2    | 58    | Saliou Niang   | SG    | Italie      | Aquila Basket Trente (Italie) |

## Matchs

### Summer League
| Summer League Total: 2-3 |

| Match | Date match | Équipe       | Score     | Meilleur marqueur    | Meilleur rebondeur   | Meilleur passeur    | Lieux Spectateurs      | Série |
| ----- | ---------- | ------------ | --------- | -------------------- | -------------------- | ------------------- | ---------------------- | ----- |
| 1     | 10 juillet | Indiana      | D 115-116 | Nae'Qwan Tomlin (30) | Jaylon Tyson (12)    | Nae'Qwan Tomlin (9) | Cox Pavilion 0         | 0 - 1 |
| 2     | 12 juillet | Milwaukee    | V 93-83   | Nae'Qwan Tomlin (22) | Nae'Qwan Tomlin (13) | Proctor, Tomlin (4) | Cox Pavilion 0         | 1 - 1 |
| 3     | 13 juillet | Miami        | V 92-72   | Jaylon Tyson (21)    | Saliou Niang (11)    | Nae'Qwan Tomlin (6) | Cox Pavilion 0         | 2 - 1 |
| 4     | 16 juillet | Sacramento   | D 86-94   | Tyrese Proctor (35)  | Nae'Qwan Tomlin (12) | Tyrese Proctor (4)  | Thomas & Mack Center 0 | 2 - 2 |
| 5     | 19 juillet | Golden State | D 71-82   | Nae'Qwan Tomlin (17) | Norchad Omier (10)   | Darius Brown (5)    | Cox Pavilion 0         | 2 - 3 |

### Pré-saison
| Pré-saison Total: 0-0 (Domicile : 0-0; Extérieur : 0-0) |

### Saison régulière
| Saison régulière Total: 0-0 (Domicile : 0-0; Extérieur : 0-0) |

### Confrontations en saison régulière
| Conférence Est      | Conférence Est                        | Conférence Est                        | Conférence Est                        | Conférence Est                        | Conférence Ouest                      | Conférence Ouest                      | Conférence Ouest                      |
| Division Atlantique | Division Atlantique                   | Division Atlantique                   | Division Atlantique                   | Division Atlantique                   | Division Nord-Ouest                   | Division Nord-Ouest                   | Division Nord-Ouest                   |
| Équipe              | Domicile                              | Domicile                              | Extérieur                             | Extérieur                             | Équipe                                | Domicile                              | Extérieur                             |
| ------------------- | ------------------------------------- | ------------------------------------- | ------------------------------------- | ------------------------------------- | ------------------------------------- | ------------------------------------- | ------------------------------------- |
| Boston              |                                       |                                       |                                       |                                       | Denver                                |                                       |                                       |
| Brooklyn            |                                       |                                       |                                       |                                       | Minnesota                             |                                       |                                       |
| New York            |                                       |                                       |                                       |                                       | Oklahoma City                         |                                       |                                       |
| Philadelphie        |                                       |                                       |                                       |                                       | Portland                              |                                       |                                       |
| Toronto             |                                       |                                       |                                       |                                       | Utah                                  | 124-113                               | 120-91                                |
| Division            | 0–0 (Domicile : 0–0; Extérieur : 0–0) | 0–0 (Domicile : 0–0; Extérieur : 0–0) | 0–0 (Domicile : 0–0; Extérieur : 0–0) | 0–0 (Domicile : 0–0; Extérieur : 0–0) | Division                              | 0–0 (Domicile : 0–0; Extérieur : 0–0) | 0–0 (Domicile : 0–0; Extérieur : 0–0) |
| Division Centrale   | Division Centrale                     | Division Centrale                     | Division Centrale                     | Division Centrale                     | Division Pacifique                    | Division Pacifique                    | Division Pacifique                    |
| Équipe              | Domicile                              | Domicile                              | Extérieur                             | Extérieur                             | Équipe                                | Domicile                              | Extérieur                             |
| Chicago             |                                       |                                       |                                       |                                       | Golden State                          |                                       |                                       |
|                     |                                       |                                       |                                       |                                       | L.A. Clippers                         |                                       |                                       |
| Détroit             |                                       |                                       |                                       |                                       | L.A. Lakers                           |                                       |                                       |
| Indiana             |                                       |                                       |                                       |                                       | Phoenix                               |                                       |                                       |
| Milwaukee           |                                       |                                       |                                       |                                       | Sacramento                            |                                       |                                       |
| Division            | 0–0 (Domicile : 0–0; Extérieur : 0–0) | 0–0 (Domicile : 0–0; Extérieur : 0–0) | 0–0 (Domicile : 0–0; Extérieur : 0–0) | 0–0 (Domicile : 0–0; Extérieur : 0–0) | Division                              | 0–0 (Domicile : 0–0; Extérieur : 0–0) | 0–0 (Domicile : 0–0; Extérieur : 0–0) |
| Division Sud-Est    | Division Sud-Est                      | Division Sud-Est                      | Division Sud-Est                      | Division Sud-Est                      | Division Sud-Ouest                    | Division Sud-Ouest                    | Division Sud-Ouest                    |
| Équipe              | Domicile                              | Domicile                              | Extérieur                             | Extérieur                             | Équipe                                | Domicile                              | Extérieur                             |
| Atlanta             |                                       |                                       |                                       |                                       | Dallas                                |                                       |                                       |
| Charlotte           |                                       |                                       |                                       |                                       | Houston                               |                                       |                                       |
| Miami               |                                       |                                       |                                       |                                       | Memphis                               |                                       |                                       |
| Orlando             |                                       |                                       |                                       |                                       | New Orleans                           |                                       |                                       |
| Washington          |                                       |                                       |                                       |                                       | San Antonio                           |                                       |                                       |
| Division            | 0–0 (Domicile : 0–0; Extérieur : 0–0) | 0–0 (Domicile : 0–0; Extérieur : 0–0) | 0–0 (Domicile : 0–0; Extérieur : 0–0) | 0–0 (Domicile : 0–0; Extérieur : 0–0) | Division                              | 0–0 (Domicile : 0–0; Extérieur : 0–0) | 0–0 (Domicile : 0–0; Extérieur : 0–0) |
| Conférence          | 0–0 (Domicile : 0–0; Extérieur : 0–0) | 0–0 (Domicile : 0–0; Extérieur : 0–0) | 0–0 (Domicile : 0–0; Extérieur : 0–0) | 0–0 (Domicile : 0–0; Extérieur : 0–0) | Conférence                            | 0–0 (Domicile : 0–0; Extérieur : 0–0) | 0–0 (Domicile : 0–0; Extérieur : 0–0) |
| Total               | 0–0 (Domicile : 0–0; Extérieur : 0–0) | 0–0 (Domicile : 0–0; Extérieur : 0–0) | 0–0 (Domicile : 0–0; Extérieur : 0–0) | 0–0 (Domicile : 0–0; Extérieur : 0–0) | 0–0 (Domicile : 0–0; Extérieur : 0–0) | 0–0 (Domicile : 0–0; Extérieur : 0–0) | 0–0 (Domicile : 0–0; Extérieur : 0–0) |